# Emmanuel Oblitey
Emmanuel Oblitey (Accra, 5 febbraio 1934 – Accra, 19 marzo 2023) è stato un calciatore ghanese campione d’Africa nel 1963.

## Carriera
Partecipò alle Olimpiadi del 1964.